# Дмитрук Олена Василівна
Олена Василівна Дмитрук (4 травня 1983 р., м. Славута, Хмельницька обл.) — українська спортсменка, Заслужений майстер спорту України з пауерліфтингу.
Народилася у м. Славута Хмельницької області. У спортивній діяльності з 1999 р. Закінчила Міжнародний університет «Рівненський економіко-гуманітарний інститут» за спеціальністю «Спеціаліст з фізичної реабілітації та фізичного виховання».
У 1999 р. виконала норматив майстра спорту України, а в 2000 р. — норматив майстра спорту міжнародного класу.
Тренується та виступає під керівництвом заслуженого тренера України з пауерліфтингу Рижука С. О.

## Нагороди
- Заслужений майстер спорту України з пауерліфтингу;
- Чемпіонка світу серед юніорів у сумі триборства (РФ, 2002; Польща, 2003);
- Чемпіонка Єврори (Словаччина, 2004)
- Срібна призерка чемпіонатів Європи (Угорщина, 2005; Чехія, 2006) у сумі триборства;
- Срібна призерка чемпіонатів світу у сумі триборства (Франція, 2004) та жимі (Угорщина, 2006);
- Бронзова призерка у жимі та тязі (Австрія, 2007);
- чемпіонка та рекордсменка України (2003—2006);
- переможниця Міжнародного рейтингу «Золота фортуна» у номінації «За вагомий внесок у справу розбудови України» (2006 р.).